# Ripley’s Game
Ripley’s Game oder Der Amerikanische Freund (auch Ripley's Game oder Regel ohne Ausnahme, Originaltitel Ripley’s Game) ist ein Kriminalroman der US-amerikanischen Schriftstellerin Patricia Highsmith aus dem Jahr 1974. Er ist nach Der talentierte Mr. Ripley (1955) und Ripley Under Ground (1970) der dritte Roman um den Serienmörder Tom Ripley. Das Buch erschien erstmals 1974 beim britischen Verlag Heinemann und 1976 in deutscher Übersetzung beim Schweizer Verlag Diogenes.

## Handlung
Der Amerikaner Tom Ripley lebt mit seiner französischen Frau Heloise in einem Haus in Villeperce-sur-Seine nahe Paris. Seinen dandyhaften Lebensstil finanziert er aus dem Vermögen des vor Jahren von ihm ermordeten Dickie Greenleaf, dessen Testament er zu seinen Gunsten gefälscht hat. Weitere Einkünfte bezieht er aus einem von ihm mit initiierten Kunstfälscherring und zwielichtigen Kurierdiensten für seinen in Hamburg wohnenden Landsmann Reeves Minot.
Sechs Monate nach Ripleys letztem verübten Mord an einem Kunstsammler, der den Kunstfälscherring aufzudecken drohte, wendet sich Minot mit einer Bitte an ihn: Weil die italienische Mafia im Hamburger Glücksspielmilieu mitmischen will und Minot seine Geschäfte gefährdet sieht, soll Ripley – der als Auftragsmörder noch nicht in Erscheinung getreten ist – gegen ein Honorar von 96.000 Dollar jeweils ein Mitglied der konkurrierenden Mafiafamilien umbringen, um so einen Bandenkrieg innerhalb der Mafia zu provozieren.
Ripley lehnt das ab, er will Minot aber wenigstens einen geeigneten Ersatzkandidaten vorschlagen. Seine Wahl fällt auf den leukämiekranken Briten Jonathan Trevanny, der in Ripleys Nähe ein Bilderrahmengeschäft betreibt und kürzlich bei einer Party ihm gegenüber eine herablassende Bemerkung machte. Ripley streut zunächst das Gerücht, dass Trevannys Zustand sich verschlechtert habe. Dieser glaubt das schließlich selbst und wird von Ripley und Minot mit dem Angebot geködert, bei einem Spezialisten in Deutschland eine zweite Meinung über seine Krankheit einzuholen. Um seiner Frau und seinem kleinen Sohn nach seinem Tod den Unterhalt zu sichern, akzeptiert Trevanny schließlich Minots Angebot, gegen eine ansehnliche Summe einen Mafioso in Hamburg zu erschießen, obwohl er eine Verbindung zwischen den Gerüchten um seine Krankheit und dem Mordauftrag ahnt. Trevanny führt den Mord aus, das Geld wird auf ein Schweizer Bankkonto überwiesen.
Bald darauf erhält Trevanny von Minot eine Einladung für einen weiteren Arztbesuch, diesmal in München, verbunden mit einem neuerlichen Mordauftrag: Er soll während einer Bahnfahrt einen Mafioso mit einer Schlinge töten. Nach anfänglichem Widerstand willigt er erneut ein. Im Zug erhält Trevanny, der sich nicht zu dem Mord überwinden kann, Beistand von dem unerwartet auftauchenden Ripley, der den Mafioso wie vorgesehen stranguliert und einen von dessen Leibwächtern aus dem fahrenden Zug stößt. Ripley erklärt sein Eingreifen mit der Gefährlichkeit des Auftrags, den er Trevanny nicht allein zumuten wollte.
Zurück in Frankreich entwickelt sich Sympathie zwischen den beiden Männern, verstärkt durch den Umstand, dass die Mafia Minot als Drahtzieher ausgemacht hat und nun auf der Suche nach Ripley und Trevanny ist. Bei einem Einbruch in Ripleys Haus tötet er mit Trevannys Hilfe zwei Mafiosi; vor der Ermordung des zweiten zwingt Ripley diesen, mit einem Anruf bei seinen Auftraggebern die Spur von ihm abzulenken. Anschließend fahren sie die Leichname an einen weit entfernten Ort und verbrennen sie in deren Wagen.
Trevannys Frau Simone, die eine Verbindung zwischen dem unerwarteten Geldsegen ihres Mannes und den ermordeten Mafiosi ahnt, will sich scheiden lassen. Während eines Gesprächs zwischen ihr, ihrem Mann und Ripley kommt es wieder zu einem Überfall, bei dem zwei Mafiosi und Trevanny ums Leben kommen. Minot war der Mafia in die Hände gefallen und hatte unter Folter Trevannys Namen verraten. Ripley fürchtet, dass der Zusammenhang zwischen den Morden aufgedeckt und er in Kürze von der Polizei behelligt werden wird. Als er Wochen später Simone auf der Straße begegnet, spuckt sie ihn im Vorübergehen an. Er begreift, dass Simone sich entschlossen hat, das Geld aus den Auftragsmorden zu behalten und die Namen der noch lebenden Mitverschwörer nicht preiszugeben.

## Hintergrund
Ripley’s Game entstand zwischen Januar 1971 und Januar 1972 und war der erste Roman der Serie, der nicht allein aus der Sicht der Titelfigur, sondern aus zwei Blickwinkeln (Ripley und Jonathan Trevanny) erzählt wurde. Der Hauptantrieb für das Verfassen des Buches war für Highsmith, „mit der Furcht vor dem Tod zurechtzukommen, mit der wir alle leben“.
Wegen einer angedrohten Klage des Schweizerischen Bankvereins, an den im Roman das „Honorar“ für Trevannys Mordaufträge überwiesen wird, wurde in der deutschen Übersetzung dessen namentliche Nennung zu einer anonymen Schweizer Bank abgeändert.

## Rezeption
„Es ist die zärtlich schützende Zauberhand der Patricia Highsmith, die ihren Narren an diesem Filou gefressen hat und lieber flunkert und schummelt und blufft, bis es im Romangefüge ächzt, als daß sie ihren Glücksjungen in jene sonst so ausweglose Düsternis taumeln ließe, der sie zu Recht ihren hohen Thriller-Ruhm verdankt. […] Hier endlich wird deutlich, daß sich Miss Highsmith, einst die berühmte Meisterin hintertriebener Beklemmungskunst, mit viel Bluff und Mogelei und unter Verzicht auf Plausibilität und Spannung dem komischen Fach zugewandt hat.“

## Ausgaben
- Ripley's Game. Heinemann, London 1974
- Ripley's Game. Doubleday, New York 1974
- Ripley's Game oder Regel ohne Ausnahme. Übersetzt von Anne Uhde, Diogenes, Zürich 1976
- Ripley's Game oder Der amerikanische Freund.  Diogenes, Zürich 1977
- Ripley's Game oder Der amerikanische Freund. Übersetzt von Matthias Jendis. Diogenes, Zürich 2003,

## Adaptionen
1977 drehte Wim Wenders Der amerikanische Freund nach Highsmiths Roman. Dabei bediente er sich auch Motiven aus Ripley Under Ground. Dennis Hopper verkörperte Tom Ripley, Bruno Ganz Jonathan Trevanny.
2002 verfilmte Liliana Cavani das Buch als Ripley’s Game mit John Malkovich in der Titelrolle.
2009 sendete der Radiosender BBC Radio 4 eine einstündige Hörspielfassung mit Ian Hart als Tom Ripley.